# Кумулативна муниција
Кумулативна муниција је назив за протиовоклопне пројектиле посебне унутрашње конструкције у којима је експлозивно пуњење формирано левкасто и обложено слојем метала велике густине. Основа левка је усмерена ка циљу. Левкаста конструција омогућава постепено топљење, од врха ка дну левка и усмерено кретање честица растопљеног метала, тако да се приликом удара у оклоп формира танки, уско усмерени кумулативни млаз високе температуре који га топи на малом простору.
Најчешћи видови кумулативне муниције су гранате и ракете. 
Гранате се могу испаљивати из бестрзајних и класичних топова. Кумулативна муниција је део борбеног комплета свих савремених тенкова. 
Ракете са кумулативним главама се најчешће користе у ручним бацачима, авионима, хеликоптерима и другим мобилним противтенковским системима. 

## Кумулативна граната
Kумулативна граната је пројектил са усмереним експлозивним пуњењем. Њоме се могу уништавати хеликоптери, бункери, тенкови и остали оклопљени и утврђени циљеви. Kумулативна граната се може испаљивати из класичног олученог или из глаткоцевног топа. Код глаткоцевних оруђа, пераја на пројектилу се шире након опаљења и изазивају ротацију дуж његове уздужне осе. Настала центрифугална сила даје пројектилу стабилност у лету, као код муниције испаљене из олучене цеви. Савремени тенкови углавном имају глатке цеви што омогућава већи домет и пробојност гранате.
Што је већи калибар оруђа, то су делотворност и снага кумулативног пројектила већи. Kласични кумулативни пројектили су постали готово бескорисни за уништавање модерних тенкова услед развоја реактивних и вишеслојних композитних оклопа, па су развијене посебне тандем кумулативне бојеве главе које се састоје од више експлозивних пуњења у низу, тако један пројектил пробија више нивоа оклопне заштите. Постоји више подврста кумулативних граната, а у борбеним комплетима данашњих тенкова налазе се вишенаменски пројектили који се користе за уништавање различитих врста циљева.

## Ракета са кумулативном главом
Ракете са кумулативним бојевим главама имају исту намену као и гранате, функционишу по истом основном принципу и суштински се разликују од граната само по ракетном погону. У наоружању Војске Србије налази се више типова, од којих је најпознатија 9М14 Маљутка која се производи у Србији у фабрици „Крушик“ у усавршеним варијантама са тандем кумулативном бојном главом пробојности преко 800 mm + EPA. 

## Примери
- С-8
- 9М14 Маљутка
- 9К111 Фагот